# Khayr al-Nisa Begum
Khayr al-Nisa Begum, död 1579, var en iransk prinsessa och gemål till den persiska monarken Muhammed Kudabanda.  Hon fick titeln Mahd-i Ulya. 
Hon var landets de facto regent 1578-1579, sedan hon besegrat makens syster Pari Khan Khanum, då maken var en passiv monark. Hon regerade landet genom att influera utnämningen till politiska poster åt anhängare genom sitt kontaktnät. Hennes maktinnehav var provokativt, och krav ställdes på att maken skulle förvisa henne. Sedan hon anklagats för att ha en älskare mördades hon i haremet. 